# Juana, la virgen
Juana, la virgen es una telenovela venezolana producida y transmitida por la cadena RCTV en el año 2002. Es una historia original de la escritora Perla Farías. 
Está protagonizada por Daniela Alvarado y Ricardo Álamo, con las participaciones antagónicas de Roxana Díaz, Norkys Batista y Eduardo Serrano. Además de las actuaciones estelares de Marialejandra Martín, Juan Carlos Alarcón y Jonathan Montenegro.
Esta producción acaparó los niveles de medición de sintonía derrotando por amplia ventaja a su rival Mambo y Canela de Venevisión, la cual resultó un rotundo fracaso, y también derrotó la telenovela mayamera Gata Salvaje emitida por Venevisión a las 21:00 hrs. Y fue vendida a más de 100 países.

## Sinopsis
A sus diecisiete años, Juana Pérez le tiene miedo al amor, pues los fracasos sentimentales de su familia la han vuelto desconfiada y aprensiva. Pero un día comienza a sufrir extraños trastornos, y al consultar con un médico, recibe un diagnóstico insólito: está embarazada. Juana se queda boquiabierta y no comprende cómo ha podido suceder, pues ella aún es virgen. 
Todo tiene una explicación: la última vez que fue a hacer una revisión ginecológica, el médico confundió su expediente con el de otra paciente que se estaba sometiendo a un tratamiento de fertilidad, y le practicó una inseminación artificial sin que se diera cuenta. Este médico irresponsable se dedicará a tratar de ocultar su error, y hará desaparecer las pruebas. Así, en el vientre de Juana crece la última semilla fértil de Mauricio de la Vega, un hombre que sueña con ser padre. 
Mientras tanto, la joven deberá soportar el desprecio de algunos e incluso el fanatismo de otros, que ven en ella una especie de reencarnación de la Virgen María. Pero cuando Mauricio se entera de que hay una mujer que espera un hijo suyo, comienza a buscarla desesperadamente, hasta que ambos terminan encontrándose.

## Elenco
- Daniela Alvarado - Juana Pérez
- Ricardo Álamo - Mauricio de la Vega
- Roxana Díaz - Carlota Vivas Restrepo de De la Vega
- Juan Carlos Alarcón - Manuel Ramón Pérez "Manolito"
- Jonathan Montenegro - David Quintana
- Marialejandra Martín - Ana María Pérez
- Eduardo Serrano - Rogelio Vivas
- Eliana López - Enriqueta Márquez
- Leonardo Marrero - Alfredo Vivas Restrepo
- Manuel Salazar - Salvador Méndez
- Miguel Ferrari - Armando Salazar
- Flor Elena González - Amparo Restrepo de Vivas "Amparito"
- Freddy Galavís - Popeye
- Aura Rivas - Azucena Pérez
- Norkys Batista - Desireé López Vda. de Rojas
- Verónica Cortez - Bibi
- Martín Brassesco - Humberto Vivas Restrepo
- Zhandra De Abreu - Kiara
- Juliet Lima - Brandy Yuleisy
- Laura Muñoz - Shiva
- Gabriel López de Medrano - Rafael de la Vega Vivas "Rafaelito"
- Miguel Ángel Sanz - Nicolás
- Luis Gerardo Núñez - Alfonso
- Saúl Marín - Francisco Rojas
- Gioia Arismendi - Lili
- Gioia Lombardini - Eva de la Vega
- Crisbel Henríquez - Petrica
- Javier Valcárcel - Alejandro Bello
- Virginia Urdaneta - Eduviges López
- Sebastián Falco - Dr. Ricardo Monsalve
- Hugo Vásquez - Modelo
- Adriana Azzi - Ella misma
- Ana Gabriela Barboza - María Rosa Pérez
- Antonio Cuevas - Ramón Pérez
- José Mantilla - Augusto Camacho
- Gabriel Parisi - Micky
- Erika Medina - Luz Marina de Bello
- Samuel González - Renny René
- María Antonieta Ardila - Elvira de Rojas
- José Romero - Padre José
- César Bencid - Libio López
- Carlos Camacho - Carlos
- Michelle Nasseff - Virginita
- Alberto Mauco - Otelo
- Vito Lonardo -  Doctor Michelena
- Daniel Jiménez - Inspector Gamboa
- Mayra Africano - Mamá de Lili
- Marianela Sambade - Mamá de Francisco Rojas
- Guillermo Finol - Doctor obstetra
- Francisco Ginot - Paco, el señor de la tienda
- Homaluz Bello
- Magaly Urbina - Profesora
- Mary Carmen Pedraza
- Jaidy Velásquez
- Petit Kutlesa
- Jonathan Di Piero
- Oscar Manzanarez
- Eliberto Cuadros
- Gabriel Rodríguez
- Verónica Sánchez
- Zywia Castrillo
- Martha Gómez
- Eduardo Giolitti
- María Leonela Silva

## Temas musicales
- Sólo a tu lado quiero vivir de Jyve V - (Tema principal de Juana y Mauricio)
- Cuídate de La Oreja de Van Gogh - (Tema musical de Juana)
- Así es la vida de Elefante - (Tema musical de Enriqueta y Manuel)
- De la noche a la mañana de Elefante - (Tema musical de los episodios finales)

## Producción
- Titular de Derechos de Autor de la obra original - Radio Caracas Televisión (RCTV) C.A.
- Original de - Perla Farías
- Producida por - Radio Caracas Televisión C.A.
- Vice-Presidente de Dramáticos, Humor y Variedades RCTV C.A. - José Simón Escalona
- Dirección General - Tony Rodríguez
- Producción Ejecutiva - Jhonny Pulido Mora
- Producción General - Hernando Faría
- Dirección de Exteriores - Nicolás Di Blasi
- Dirección de Fotografía - Rafael Marín
- Musicalización - Rómulo Gallegos
- Música Incidental - Francisco Cabrujas
- Libretos - Perla Farías, Basilio Álvarez, Cristina Policarpo, Germán Aponte, Irene Calcaño, Julio César Mármol (hijo)
- Coordinador - Pablo Vivas
- Edición - Alexis Montero
- Producción de Exteriores - Mileyba Álvarez
- Diseño de Vestuario - Patricia Busquets
- Dirección de Arte - Rosa Helena Arcaya
- Escenografía - Elisette de Andrade
- Director de fotografía invitado - Rolando Loewenstein

## Versiones
- Ek Ladki Anjaani Si (एक लड़की अंजानी सी): Telenovela realizada y transmitida por Sony Entertainment Television entre 2005 y 2007. Producida por Meesha Gautam y Sheel Kumar, y protagonizada por Shakti Anand y Kanchi Kaul, quien después es reemplazada por Sai Deodhar.
- Majka: Telenovela realizada y transmitida por TVN entre 2009 y 2010. Dirigida por Jarosław Banaszek, Arkadiusz Luboń, Marcin Solarz, Pedro Gorostiza y Sławomir Pstrong, y protagonizada por Joanna Osyda y Tomasz Ciachorowski.
- La virgen de la calle: Telenovela realizada por RTI Televisión, RCTV Producciones y Televisa, y transmitida por Televen en 2014. Producida por Hugo León Ferrer y protagonizada por María Gabriela de Faría y Juan Pablo Llano.
- (en inglés) Jane the Virgin: Serie de televisión realizada por Electus, Warner Bros. Television y CBS Television Studios, y transmitida por The CW entre 2014 y 2019. Creada por Jennie Snyder Urman, Dirigida por Jennie Snyder Urman, y protagonizada por Gina Rodriguez y Justin Baldoni.
- Hayat Mucizelere Gebe: Serie de televisión realizada por Med Yapim y transmitida por Kanal D entre 2015 y 2016. Dirigida por Kerem Altuğ y protagonizada por Damla Colbay y Yiğit Dikmen. Está basada en Jane the Virgin. Cancelada con solo 7 episodios emitidos.
- Parthena Zoi (Παρθένα Ζωή): Serie de televisión realizada y transmitida por ANT1 entre 2017 y 2018. Dirigida por Spyros Michalopoulos, Pierros Andrakakos y Alexandros Pantazoudis, y protagonizada por Sofina Lazaraki y Apostolis Totsikas.
- Bat-El Habetula (בת אל הבתולה): Serie de televisión realizada por Dori Media y Durst Productions, y transmitida por Hot TV en 2019. Dirigida por Ofer Weitzman y protagonizada por Meshi Kleinstein y Maor Schwietzer. Está basada en Jane the Virgin.
- (en árabe) Miss Farah (الآنسة فرح): Serie de televisión realizada por S Productions, Propagate Content, Electus, Warner Bros. Television y CBS Television Studios, y transmitida por  MBC4 y Dubai One entre 2019 y 2022. Creada por Jennie Snyder Urman, Mahmoud Ezzat y Amr Medhat, Producida por Sally Wally, Dirigida por Ahmed El-Guindy y Wael Farag, y protagonizada por Asmaa Abulyazeid y Ahmed Magdy. Está basada en Jane the Virgin.
- Woori the Virgin (우리는 오늘부터): Serie de televisión realizada por Group 8 y transmitida por SBS en 2022. Dirigida por Jeong Jeong-Hwa, y protagonizada por Im Soo-hyang, Sung Hoon y Shin Dong-wook. Está basada en Jane the Virgin.
- La historia de Juana: Telenovela realizada por W Studios y transmitida por TelevisaUnivision en 2024. Producida por Patricio Wills y protagonizada por Camila Valero y Brandon Peniche.